# 해피 슈가 라이프

로고 이미지

《해피 슈가 라이프》(ハッピーシュガーライフ)는 카기소라 토미야키가 원작한 일본의 만화 작품이다. 《월간 간간 JOKER》(스퀘어 에닉스)에서 2015년 6월호부터 2019년 7월호까지 연재 후, 《영 간간》에서 2016년 23호부터 24호까지 연재되었다.

## 개요
여고생 마츠자카 사토와 소녀 코베 시오의 "생활"과 "가족의 정", 그리고 그 주위를 둘러싼 환경을 그린 작품이지만, 이른바 "얀데레 소녀"를 주역으로 한 작품이기도 하다. 캐치프레이즈는 "전율에 대한 순애사 코폴러".

## 줄거리
여고생 마츠자카 사토는 어릴때 엄마와 아빠를 사고로 잃고 숙모(얀데레)에게서 자랐기 때문에 "사랑"이라고 하는 감정을 이해하지 못하고 남자 놀이를 반복하는 허무한 생활을 보내고 있었다. 하지만 어린 소녀 코베 시오를 만난 것으로 진정한 "사랑"을 깨닫게 된다. 사토는 시오에게 밖에 나가지 말라고 일러두고, 둘이서만 생활을 하기 위해 아르바이트에 힘쓴다. 그러나 거리에는 행방불명된 시오를 찾는 전단이 붙어 있었다.
그때에 따라다니는 교사 키타우메카와 다이치. 강간을 당하고 어린아이에게 집착하게 된 미츠보시 타이요. 열심히 시오를 찾는 친오빠 코베 아사히. 사랑을 속이지 않으면 무엇을 해도 좋다"라고 생각하는 사토는 시오와의 해피 슈가 라이프를 지키기 위해서 모든 수단을 강구해 간다.